# HD146772
HD146772 — затемнювано-подвійна система (типу Алголя), одна з компонент якої є хімічно пекулярною зорею спектрального класу A1. Система має видиму зоряну величину в смузі V приблизно 10,2.

## Подвійна система
Ця затемнювано-подвійна система проходить через фазу затемнення кожні 1,734049 доби й при цьому змінює свій блиск в смузі V від 10,2 до 13,2